# Maasplassen
Maasplassen – obszar (region) położony na terytorium Belgii i Holandii. Jest to miejsce po dawnych żwirowniach, zalanych następnie wodą. Obecnie jest to miejsce rekreacyjne, popularny ośrodek sportów wodnych.
Maassplassen leży wzdłuż rzeki Mozy. Zaczyna się w okolicach belgijskiej miejscowości Maaseik, a kończy w holenderskim Neer. W okolicach tego obszaru znajdują się także miejscowości Roermond, Maasbracht, Heel, Wessem czy Horn. Wzdłuż południowego zachodu regionu przebiega autostrada A73, a od południa przez środek, a następnie na północny zachód autostrada A2. W całym Maasplassen jest duża ilość jezior powstałych po zalaniu wodą wyrobisk naziemnych po żwirowniach.